# Haszakai csata (2015. június–augusztus)
A 2015. június-augusztusi haszakai csata a szíriai polgárháború alatt Haszaka kormányzóságban lezajlott összecsapás volt, amelyben az Iraki és Levantei Iszlám Állam (az ISIL) megpróbálta elfoglalni a Szír Fegyveres Erők és a Kurd Népvédelmi Egységek között megosztott Haszaka városát. Július 17-én az YPG teljesen megszállta a Haszakát körülvevő városokat és falvakat valamint az oda vezető utakat, így a városban ragadt ISIL-harcosok teljesen be lettek kerítve. Július 28-án az YPG és a Szír Hadsereg erői a város túlnyomó részéből kiűzték az iszlamisták katonáit, és már csak két helyen maradtak iszlamisták a község déli bejáratánál. Az utolsó harcostól augusztus 1-jén tisztították meg a várost.

## Előzmények
Május 30-án, miután az ISIL összeomlott Haszaka kormányzóság nyugati felében, ugyanakkor megtámadták a központi városnak a szír kormány kezén lévő részét. Bár a Kurd Népvédelmi Egységek először megpróbált kimaradni az összecsapásból, egy megállapodás után, miszerint őket tekintik az elsődleges harcoló félnek, június 5-én, miután az ISIL elért a déli kapuig, beszálltak a csatákba. Június 8-án kiűzték az ISIL-t a városból, a Szír Hadsereg pedig 12 kilométeres védőövezetet tudott kialakítani a város körül.

## A csata

### Az ISIL támadó merényletei
Június 28-án három vagy négy öngyilkos merénylő támadott rá a szír hadsereg egyik, egy gyermekkórház mellett lévő biztonsági pontjára és a város kurdok kezén lévő részén egy rendőrőrsre. A támadásban szír kormányzati katona vesztette életét. Két nappal később autóba rejtett bombát robbantottak az iszlamisták a város déli bejáratánál, s ennek hatására előre tudtak törni. Elfoglalták a gyermekkórházat, a Nashwa és Shari’ah területét, és egy iskolai kart is. A támadás viszonzásának reményében a Szír Hadsereg erősítést küldött a területre. Az ISIL később egy újabb, autóba rejtett pokolgépet robbantott fel.
Június 26-án az ISIL behatolt a város délkeleti részébe, és a bűnmegelőzési központ épülete környékén két autóba rejtett bombát élesítettek, aminek a következtében az épület nagy része összedőlt, a Szír Hadseregnek pedig legalább 20 katonája meghalt. Ugyanezen a napon az ISIL csapást mért a kurdok kezén lévő Abd Alaziz hegységtől keletre fekvő szír területek ellen, és elfoglalták a Harmalah várostól élre fekvő Abyad és Haszaka közötti területeket.
Június 27-én a kurdokat támadták meg a haszakai csatában al-Villat al-Homr közelében Ghuweran külvárosában, mert támogatta a szíriai kormányerőket. A Köztársasági Gárda erősítésének ellenére aznap az ISIL még tovább haladt a város belseje felé. Miután Deir Ezzorl felől megérkezett a Szír Hadsereg 400 fős erősítése, a Köztársasági Gárda ellentámadást indított, s ugyanakkor az Asayish kijárási tilalmat rendelt el a város környékén. A jelentések szerint a Szír Hadsereg Liliyah kerületet és Nishwa kerület keleti szélét visszafoglalta.
Június 28–án az ISIL újabb területekre tett szert, elfoglalta a Ghuweran stadiont és Aziziya valamint Ghazal kerületeket. Egy újabb erősítés megérkezése után másnap a Szír Hadsereg foglalt el területeket Nashwa kerület környékén, később pedig állítólag Ghuweran kerületet is megszerezte. Három öngyilkos merényletben a hadsereg 12, a militánsok 9 embere halt meg. A szíriai kurd Kurd Népvédelmi Egységek szerint az ISIL mérges gázzal töltött „összetákolt vegyi lövedékekkel” lőtte Haszaka környékét és az YPG állásait Tel Brak és Haszaka között.
Június 29-én a szír állami televízió arról számolt be, hogy a kormányerők visszafoglalták Nashwa kerületét, az SOHR viszont arról számolt be, hogy bár Nashwa egyes részeit megszerezte, de még folytak az összecsapások. A szírekhez közel álló Al Masdar News jelentései szerint a Szír Hadsereg még aznap visszaszerezte a Ghuweran Stadiont.

### A Szír Hadsereg és az YPG ellentámadása
A következő két nap folyamán a szír hadsereg visszafoglalta a militánsok által korábban megszerzett területeket. Ráadásul az YPG kiűzte az ISIL-t Aziziyahból és megszerezte a külvárosait, valamint a közelben fekvő Maruf és Hamra falvakat.
Július 1-jén a Szír Hadsereg erősítést kapott, s ugyanezen a napon két autóba rejtett bomba robbant a város belsejében. Az ISIL ismét támadásokat intézett Ghuweran kerület ellen. Másnap az ISIL a város környékén szerzett fontos területeket.
Július 3-án az ISIL városbeli autós robbantásaiban 11 szír katona halt meg, illetve szerzett sérülést.
Július 5-én az Abd Alaziz hegynél állomásozó kurd seregek kelet felé támadtak, és olyan falvakat foglalt el az ISIL-től, melyeket ők azért szereztek meg a szír hadseregtől, hogy kiépítsék a haszakai utánpótlási útvonalat. Az YPG előre nyomulásának támogatásaként az amerikai vezetésű koalíció két légitámadást mért az országútra.
Július 8-án a szír hadsereg teljes egészében ellenőrzése alá tudta vonni Lailiyeht Haszakában. Július 10.én az ISIL megszerezte a város déli külső részén fekvő Közgazdaságtudományi Kart, de ra Szír Hadsereg részben még aznap visszafoglalta. A jelentések szerint a szírek Nishwa kerület délkeleti részét is visszafoglalta.
Július 10-én az ISIL katonái megszerezték a Zuhourtól keletre fekvő katonai bázist, és így teljesen bekerítették a Haszakától délre, a fiatalok börtönénél és az erőműnél védekező szír katonákat. Nagyjából ugyanekkor a Hamalahtól délre állomásozó YPG kelet felé terjeszkedett, és elfoglalta az Abyad hidat, és megrongálta az ISIL Haszaka Nishwa kerülete közelében elhaladó utánpótlási útvonalát.
Július 13-án az ISIL egy hétnyi ostrom után elfoglalta a város déli részénél fekvő Ahdath börtönt. A kitörési kísérletben a Nemzetvédelmi Erők és a Szír Hadsereg 23 katonája meghalt 11 tagja eltűnt, a katonaság 37 tagja pedig sikeresen elérte a kormányerők frontvonalát.
Július 14-én a Szír Hadsereg bejelentette, hogy az offenzíva Haszaka városában folyó első részét befejezte, és most kezdi el a második rész kivitelezését. Az első rész lényege az ISIL haszakai előretörésének a letörése, megállítása volt. A második rész legfontosabb célja Nishwa negyed déli részének és Zuhour negyed még ISIL-kézen lévő részének visszaszerzése. A harmadik és egyben utolsó fázis célja a Haszakát körülvevő falvak visszaszerzése és a város körül egy védőzóna kialakítása, mely meggátolja, hogy az ISIL ismét sikeresen megtámadja és részben elfoglalja a települést.

### Az ISIL bekerítése és kiűzése
Július 17-én az YPG a még ottragadt 1200 militáns hatékony bekerítése után visszafoglalta az Ahdath börtönt és az erőművet. Az YPG a régebben a hadsereg kezén lévő falvakat is megszerezte Haszakától nyugatra, így a kormány serege már csak a város központját ellenőrizte. Az ISIL-t teljesen bekerítették, és már csak két helyen voltak erőik: Nashwa, Al-Zuhour, és Abu Bakr környékén, Haszaka déli és délkeleti kerületeiben. Július 20-ra a Szír Hadsereg Ghuweran kerületéből is kiszorította az ISIL harcosait.
Július 21-én az SOHR arról számolt be, hogy a szír légierő támadásaiban az ISIL 13 fegyverese halt meg. Ezzel egy időben az YPG előre tört, és elfoglalta Watwatiyahot, a Tal Tanaynirtól északra fekvő vidékies területeket és Bab Al-Khayrtól északra a jellemzően farmos területeket. A Nemzetvédelmi Erők és a Gozarto is szert tett újabb részekre, elfoglalták Al-Shari’ah környékének három épületét. Az ISIL-t mostanra teljesen bekerítették Haszakában.
Július 23-ra Haszakát nagyrészt már a kurd és asszír erők ellenőrizték. Az ISIL-től a régebben tőlük elfoglalt területeken felül a szír kormány egykori területeinek egy részét is megszerezték, és ők felügyelték a városba bevezető utak nagy részét is. A nap későbbi részében a kurdok Melbiyyeh környéke felé szereztek meg területeket, és elfoglalták Nyugat–Nashweh egyes részeit is. Ezzel egy időben a kormányerők Ghwyran környékén értek el sikereket. A nap végére az ISIL Shar'iah felé visszavonult, a kurdok és a szírek pedig újabb területeket kebeleztek be. A július 24-i hírek szerint miután az ISIL két autóját is megállították a kurdok, melyekkel robbantani akartak, a Shaddadiban lévő vezetőség úgy döntött, nem mentik ki a Haszakában bennragadt harcosaikat.
Július 25-re a kurdok megtámadták a nyugati Nashwehet, elérték Shar'iah szélét, a központban pedig a Filastin útig nyomultak. A szír kormány seregei ez időben a Gweiran Sportváros környékén szereztek újabb pozíciókat. Július 26-án az SOHR arról számolt be, hogy a szír kormány elizolálta a Haszaka déli részében lévő ISIL-katonákat, így elválasztotta a kurdokkal nyugaton Neshwaban küzdő csapatokat a szír kormány katonáival Haszaka nyugati felén harcoló csapatoktól al-Zuhourban. Több száz, a csata elől elmenekült ember tért vissza az otthonaiba. A városnak csupán 10%-át ellenőrizte az ISIL, a szír hadsereg a település ötödét kontrollálta, míg a többi terület a kurdok és szövetségeseik kezén volt. A nap folyamán később az SOHR arról számolt be, hogy az ISIL-t hamarosan legyőzik a városban, már csak két helyen tudták tartani az állásaikat Zuhourban, a város déli részén. A konfliktus utóbbi napjaiban legalább 271 ISIL-harcos vesztette életét. Július 28-án olyan hírek érkeztek, hogy az ISIL-t véglegesen legyőzték, miután a kurdok és a kormány katonái 31 iszlamista harcost megölve elfoglalták Zuhourt. A még megmaradt szélsőséges harcosok Nishwa negyed nyugati részében csoportosultak, ahova az összes elképzelhető utánpótlási útvonalat elvágták, és ahonnét nem volt menekülési lehetőség. Később, július 28-án a kurdok és a szírek majdnem teljesen megtisztították Zuhour negyedét, a még megmaradt egységeket pedig a város déli külső részeibe nyomták vissza.
Július 29-én az amerikai vezetésű koalíció két légitámadást hajtott végre az ISIL városkörnyéki állásai ellen.
Július 30-án a város déli bejáratánál még mindig voltak erődítményei az ISIL-nek. A még meglévő erők megpróbálták befészkelni magukat különböző épületekbe, de így is további támadások célpontjai maradtak. Az YPG egységei 20 harcost öltek meg. A megmaradt milicisták azt az ultimátumot kapták, hogy vagy megadják magukat, vagy meghalnak. Ugyanakkor Haszaka déli részén az ISIL egyik támadásában öt katonát megöltek, nyolcat pedig megsebesítettek. Július 31-ig a szír hadsereg újabb területeket foglalt el az ISIL-től. Másnapra a július 28. óta megölt ISIL-katonák száma 25-re emelkedett.
A déli kerületekben augusztus 1-ig folytatódtak az összecsapások. Miután Zuborban az ISIL utolsó állását is megszerezték a szír és kurd egyesített erők, bejelentették, hogy nem maradt több ISIL-katona a városban. Erről még aznap a kurdok és a szíriaiak is sajtóközleményt adtak ki. A Kurd Népvédelmi Egységek hozzátette, hogy az ISIL-nek a városhoz legközelebbi erődítménye a külvárosoktól mérve 4 km-re van.

## Következmények
Az ISIL elleni harcok végére Haszaka több kerülete az erőteljes bombázás hatására romokban hevert.
A szír kormány augusztus 3-án jelentette be, hogy a várost teljes egészében megtisztították az ISIL embereitől. A források arról számoltak be, hogy a harcok után a szír kormány tárgyalásokat kezdett a kurdokkal a visszaszerzett területek ismételt elosztásáról. Ezek eredményeképp a szír kormány egy iskolát átengedett a kurdoknak. Augusztus 3-án éjszaka a tisztogató hadműveletek során a kurdok és szövetségeseik Haszakától délre, Rajman falu közelében elfoglaltak egy farmot.